# Ceratium brachyceros
Ceratium brachyceros is een soort in de taxonomische indeling van de Myzozoa, een stam van microscopische parasitaire dieren. Het organisme komt uit het geslacht Ceratium en behoort tot de familie Ceratiaceae. Ceratium brachyceros werd in 1907 ontdekt door von Daday.